# Podólia
Podólia (ukránul Поділля [Pogyillja], lengyelül Podole, románul Podolia, litvánul Podolė, oroszul Подолье [Podolje]) történelmi–néprajzi tájegység (régió) Ukrajna középső és nyugati részén. Volhíniától (Voliny) délre, Galíciától keletre, a Podóliai-hátságon terül el. Délnyugatról a Dnyeszter határolja. A régió Ukrajna Vinnicjai, Hmelnickiji és Ternopili területét, valamint a Cserkaszi, a Kirovohradi és az Odesszai terület egy-egy kisebb részét foglalja magában. Podólia délnyugati része átnyúlik Moldovába, a Dnyeszter-mellékre. A régió történelmi központja Kamjanec-Pogyilszkij. További jelentős városai Vinnicja és Hmelnickij.
Felszínét nagyrészt a kiváló termőképességű csernozjom talaj alkotja, ennek köszönhetően a régió gazdaságában jelentős szerepet játszik a mezőgazdaság. 

## Jelentős települései
- Vinnicja
- Hmelnickij
- Kamjanec-Pogyilszkij
- Umany
- Pervomajszk